# 冲绳县国头村安田集落
安田集落（日语：／），是位于日本冲绳本岛北部的国头村中东部海岸的一个三面环山东面面海的小山村。现有住民182人（2010年国势调查）。在没有通国道的年代里，安田与外界隔绝，只有海上的交通和冲绳岛南部的与那原港口进行林产品的贸易。因此，安田有着森林管理和利用的悠久历史，自给自足的庭院经济和独特的珍稀动物。

## 安田的集落景观
安田集落有着典型的冲绳岛特色的景观，低矮的房屋排列整体，周围种着福木的围屋林。房屋的前面是花园后面是菜园。
大约10年前有人开始在周边的山上小规模的种植咖啡，开始烘焙咖啡豆，在村子的商店里销售现磨的新鲜咖啡。 

## 安田的庭院经济
曾经是陆地“孤岛”的安田集落发展起来了自给自足的庭院经济，在冲绳当地语言中成为“Atai”。在自家房子的院子里和村里子的空地上种上日常生活所需要的瓜果蔬菜。由于通常面积很小，所有没有种水果。安田的庭院了种植了约48种的农作物，其中48%是传统的物种（藤井等，2016）。

## 安田的森林利用
以村落为中心，海边有防风用的保安林，在周围环绕的山坡上有1km左右的范围内曾经开垦为水田或是旱地。为了防止野猪下山来危害农作物，古时候村民修了低矮的石墙来阻止野猪侵入农地。
在周边的山上，除了野猪墙之外，还可以看到历史上三林利用的遗迹，烧炭的炉，蓝染用的陶壶（服部，2012）。

## 山原水鸡
山原水鸡（ヤンバルクイナ、Gallirallus okinawae）是冲绳北部的固有物种，被日本环境省列为濒临灭绝物种IA类。冲绳北部的山地也称为“山原”。1981年被学者发现并命名为”山原水鸡” 。山原水鸡生活在平地和山地中的常绿阔叶树的自然林和琉球松的混合森林中，在河边等湿润的地方捕食。

## 安田的Shinugu祭祀仪式
Shinugu在冲绳岛北部地区和周边离岛的去灾和预祝丰年的一种祭祀仪式。安田集落则是其中最有名之一。在农历7月初举办。1978年5月22日被选入为国家指定重要无形民俗文化遗产（对应中国的非物质遗产）。